# 慕维廉
慕维廉（英語：William Muirhead，1822年—1900年），英国基督教伦敦会传教士。1847年8月26日抵达上海。上海墨海书馆创办人之一以及天安堂主教。著有《地理全志》，翻譯了托馬斯·米爾納（Thomas Milner）的《大英國志》（The History of England）。在向中国介绍现代历史学、地理学、地质学方面，富有贡献。也是1848年青浦教案的当事人之一。
在1876年至1879年间，华北地区由于干旱发生大规模饥荒。慕惟廉在上海地区组织成立“中国赈灾委员会”，联合在华的传教士、商人、外交官员等积极参与灾荒的赈济。在此期间，慕惟廉实际负责了当时委员会的运作。
1900年，慕惟廉于上海去世。

## 著作
- 《行客经历传》1851 上海
- 《格物穷理问答》1851 上海
- 《地理全志》365页 1854 上海
- 《教会问答》 1855 上海
- 《来就耶稣》 1856 上海
- 《天教证略》 1856 上海
- 《天佛论衡》 1856 上海
- 《救灵先路》 1856 香港
- 《天理十三条》 1856 上海
- 《求雨劝世文》 1856 上海
- 《绝弃偶像劝世文》 1856 上海
- 《大英国志》 322页 1856 上海
- 《天教超儒论》 1856 上海
- 《天人异同》 1856 香港
- 《十布道文》 1856 上海
- 《赞主诗歌》1858 上海
- 《圣歌》 1859 上海
- 《耶稣降世传》 1861 上海
- 《圣书大道》 上海
- 《教会圣歌》 1861 上海
- 《论天堂论地狱》 上海